# Gluta macrocarpa
Gluta macrocarpa är en sumakväxtart som först beskrevs av Adolf Engler, och fick sitt nu gällande namn av Ding Hou. Gluta macrocarpa ingår i släktet Gluta och familjen sumakväxter. Inga underarter finns listade i Catalogue of Life.